# IC 4418
IC 4418 је елиптична галаксија у сазвјежђу Волар која се налази на листи објеката дубоког неба у Индекс каталогу.
Деклинација објекта је + 25° 31' 37" а ректасцензија 14h 25m 27,2s. Привидна величина (магнитуда) објекта IC 4418 износи 14,1 а фотографска магнитуда 15,1. IC 4418 је још познат и под ознакама CGCG 133-52, NPM1G +25.0356, PGC 51510.